# ستانا، هوکایدو
ستانا، هوکایدو (به لاتین: Setana, Hokkaido) یک منطقهٔ مسکونی در ژاپن است که در هوکایدو واقع شده‌است. ستانا ۱۰٬۱۹۰ نفر جمعیت دارد.

## خواهرخوانده
شهر هانفورد، کالیفرنیا خواهرخواندهٔ ستانا، هوکایدو هست.